# Pasquale Adinolfi
Pasquale Adinolfi (Roma, 5 novembre 1816 – Roma, 20 gennaio 1882) è stato un presbitero e archeologo italiano, membro della Consulta araldica e della Società romana di storia patria.

## Biografia
Nato a Roma nel 1816, ordinato sacerdote nel 1839, Pasquale Adinolfi conseguì la laurea in teologia nel 1840.
La sua opera principale, Roma nell'età di mezzo, pubblicata in due volumi negli anni 1881-82 e riprodotta in anni recenti, è una descrizione accurata della topografia e della toponomastica della città nei secoli XIV e XV. Adinolfi vi si impegnò per quasi trentacinque anni e fino alla sua morte, consultando biblioteche e archivi cittadini,  utilizzando per il raffronto la prima pianta moderna di Roma redatta dall'architetto Leonardo Bufalini, pubblicata nel 1551.
Alcune zone, che saranno poi incluse nella opera maggiore, furono oggetto di pubblicazioni anticipate. L'opera, pur carente di fonti bibliografiche, conserva un suo interesse grazie alla ricchezza del materiale utilizzato. Morì nella città natale, a sessantacinque anni, nel 1882.
È stato socio fondatore della Società romana di storia patria.
Il materiale raccolto e utilizzato per le sue pubblicazioni è conservato presso l'Archivio Storico Capitolino.
Roma Capitale ha dedicato ad Adinolfi una via cittadina del quartiere Nomentano.

## Opere
- Laterano e via Maggiore. Saggio della topografia di Roma nell'età di mezzo dato sopra pubblici e privati documenti, Roma, Tipografia Tiberina, 1857.
- La portica di S. Pietro ossia Borgo nell'età di mezzo. Nuovo saggio topografico dato sopra pubblici e privati documenti, Roma, Stab. tipografico di Marco, Lorenzo Aureli e C., 1859.
- Il canale di Ponte e le sue circostanti parti. Terzo saggio della topografia di Roma nell'età di mezzo dato sopra pubblici e privati documenti, Narni, Tipografia del Gattamelata, 1860.
- La Torre de' Sanguigni e santo Apollinare. Quarto saggio della topografia di Roma nell'età di mezzo dato sopra pubblici e privati documenti, Roma Tipografia Menicante, 1863.
- La via Sacra o del Papa. Tra il cerchio di Alessandro ed il teatro di Pompeo. Quinto saggio della topografia di Roma nell'età di mezzo dato sopra pubblici e privati documenti, Roma, Tipografia Monaldi, 1865.
- Roma nell'età di mezzo descritta da Pasquale Adinolfi, 2 voll., Roma, Fratelli Bocca e C., 1881-1882. Nuova edizione, facsimile dell'edizione Bocca: Firenze, Le lettere-LICOSA, 1990.